# Жуара
Жуара (порт. Juara) — муниципалитет в Бразилии, входит в штат Мату-Гросу. Составная часть мезорегиона Север штата Мату-Гроссу. Входит в экономико-статистический микрорегион Аринус. Население составляет 36 168 человек на 2006 год. Занимает площадь 21 387,334 км². Плотность населения — 1,7 чел./км².
Праздник города — 14 декабря.

## История
Город основан 14 июля 1981 года. 

## Статистика
- Валовой внутренний продукт на 2003 год составляет 182 495 323,00 реалов (данные: Бразильский институт географии и статистики).
- Валовой внутренний продукт на душу населения на 2003 год составляет 5418,19 реалов (данные: Бразильский институт географии и статистики).
- Индекс развития человеческого потенциала на 2000 год составляет 0,763 (данные: Программа развития ООН).